# Departamento de Morazán
Morazán es uno de los catorce departamentos que conforman la República de El Salvador. Su cabecera departamental es San Francisco Gotera, que a la vez es la más poblada del departamento. Está ubicado en la región oriental del país, limitando al norte con La Paz (Honduras), al este con La Unión, y al sur y al oeste con San Miguel. Con 169 784 habitantes, según el Censo de El Salvador de 2024, es el tercer departamento menos poblado y con 1 447 km², el séptimo más extenso. Fue fundado el 14 de julio de 1875 como el departamento número 14.

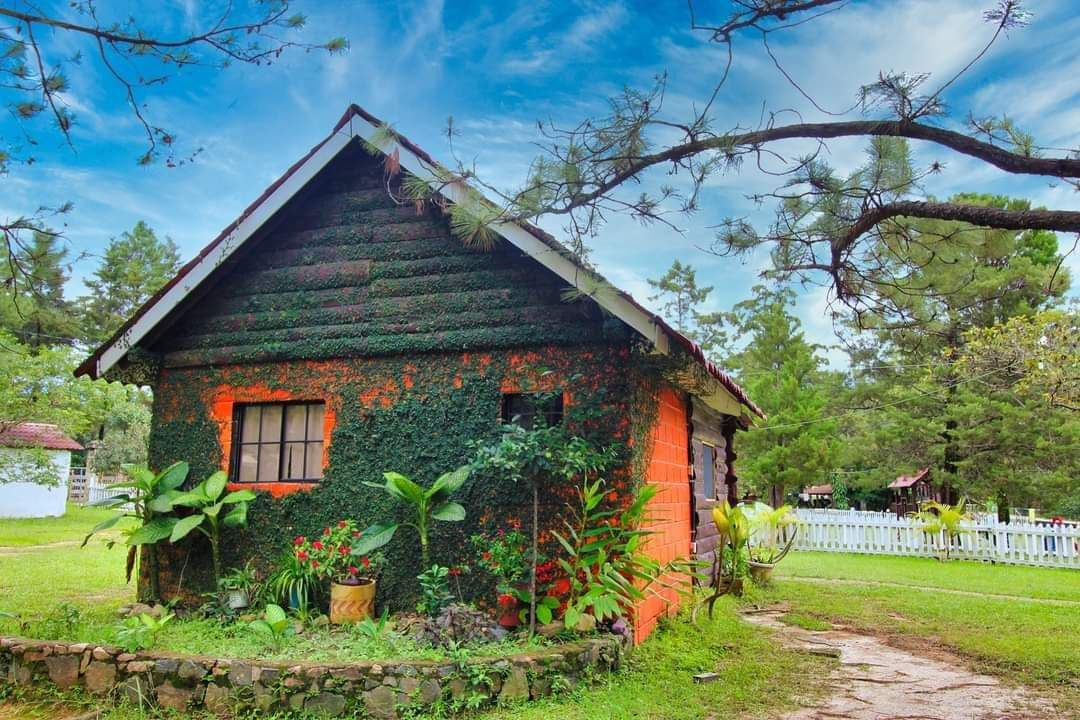
Cabaña en Llano el Muerto, Morazán

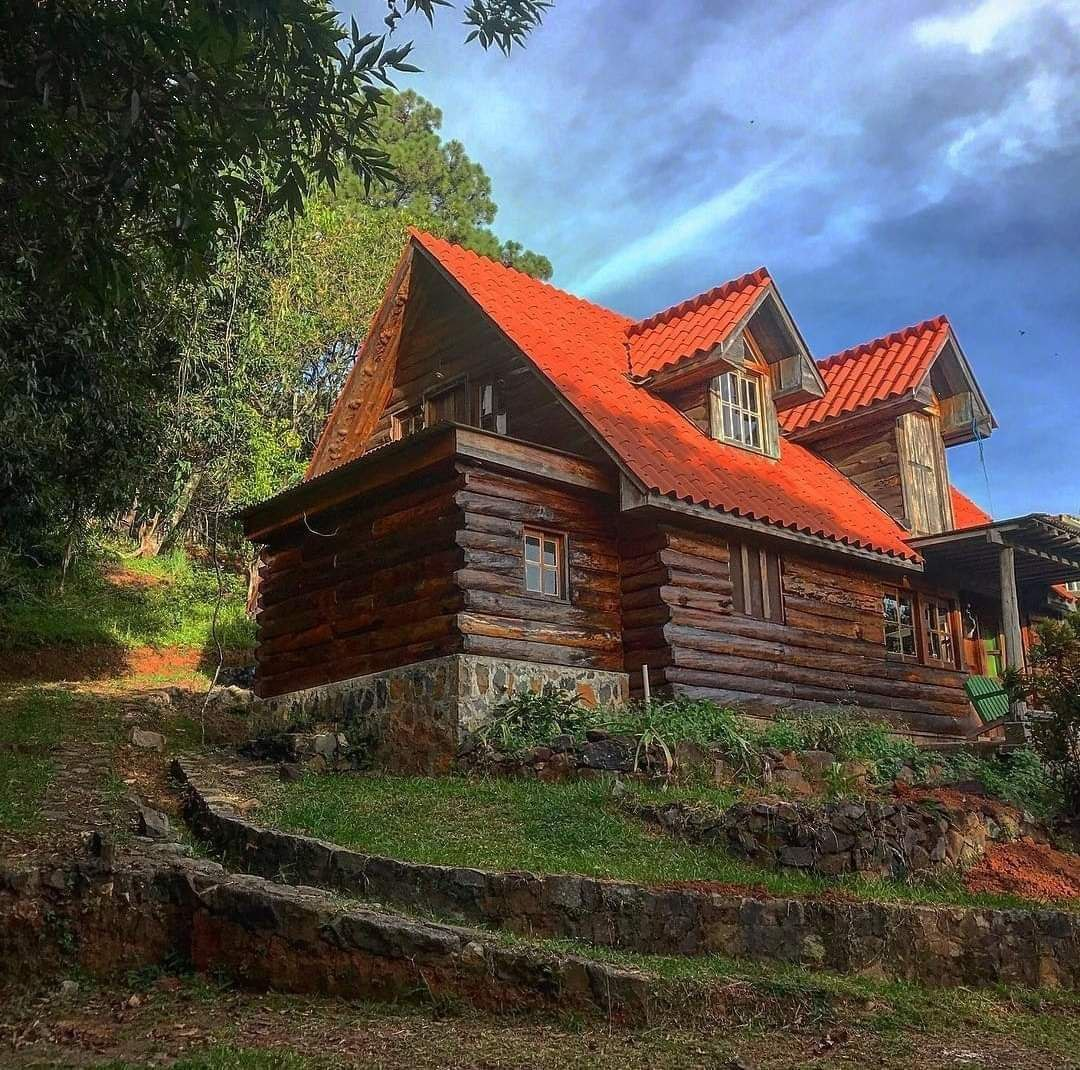
Cabaña en Zona norte de Morazán

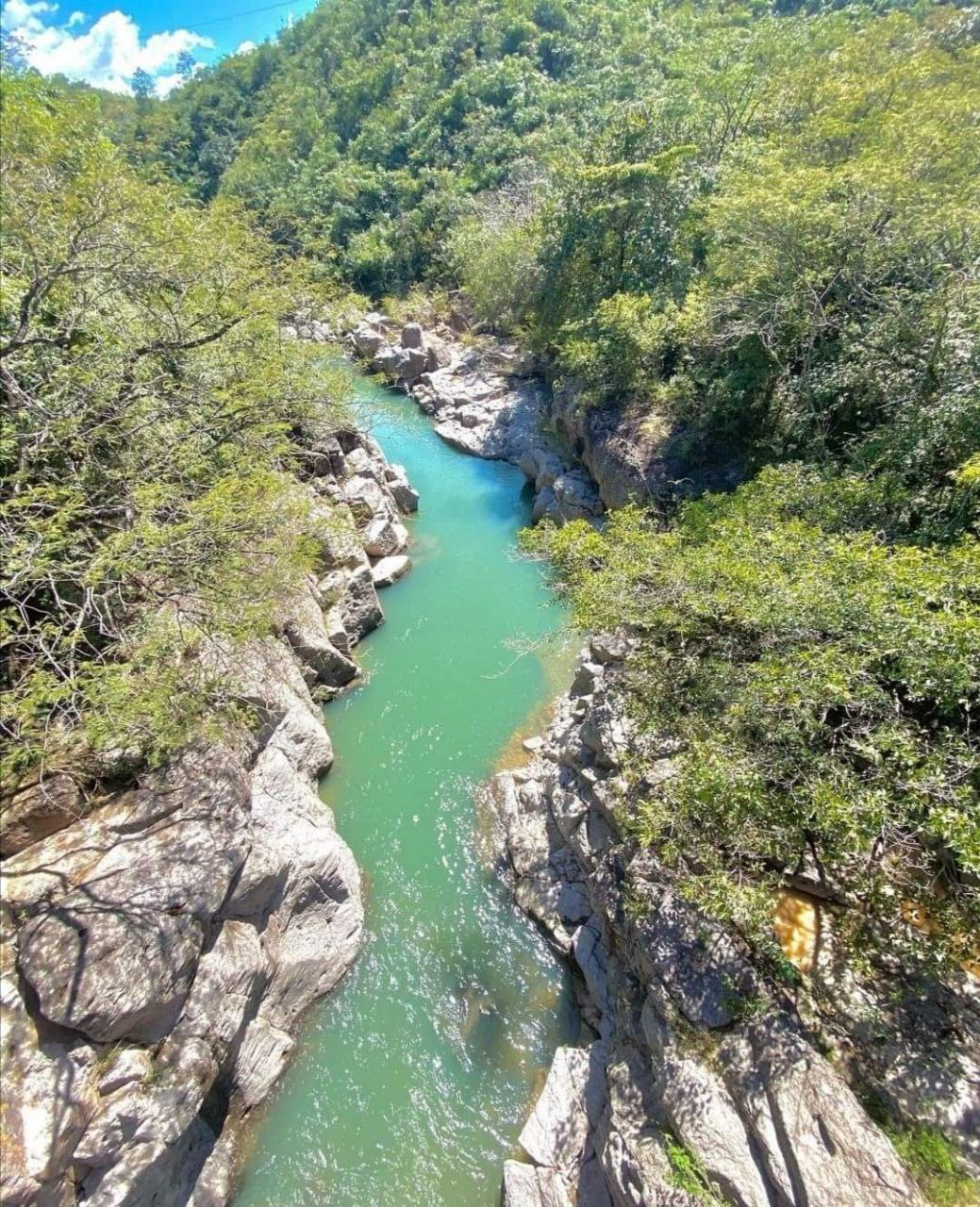
Río Sapo en Morazán

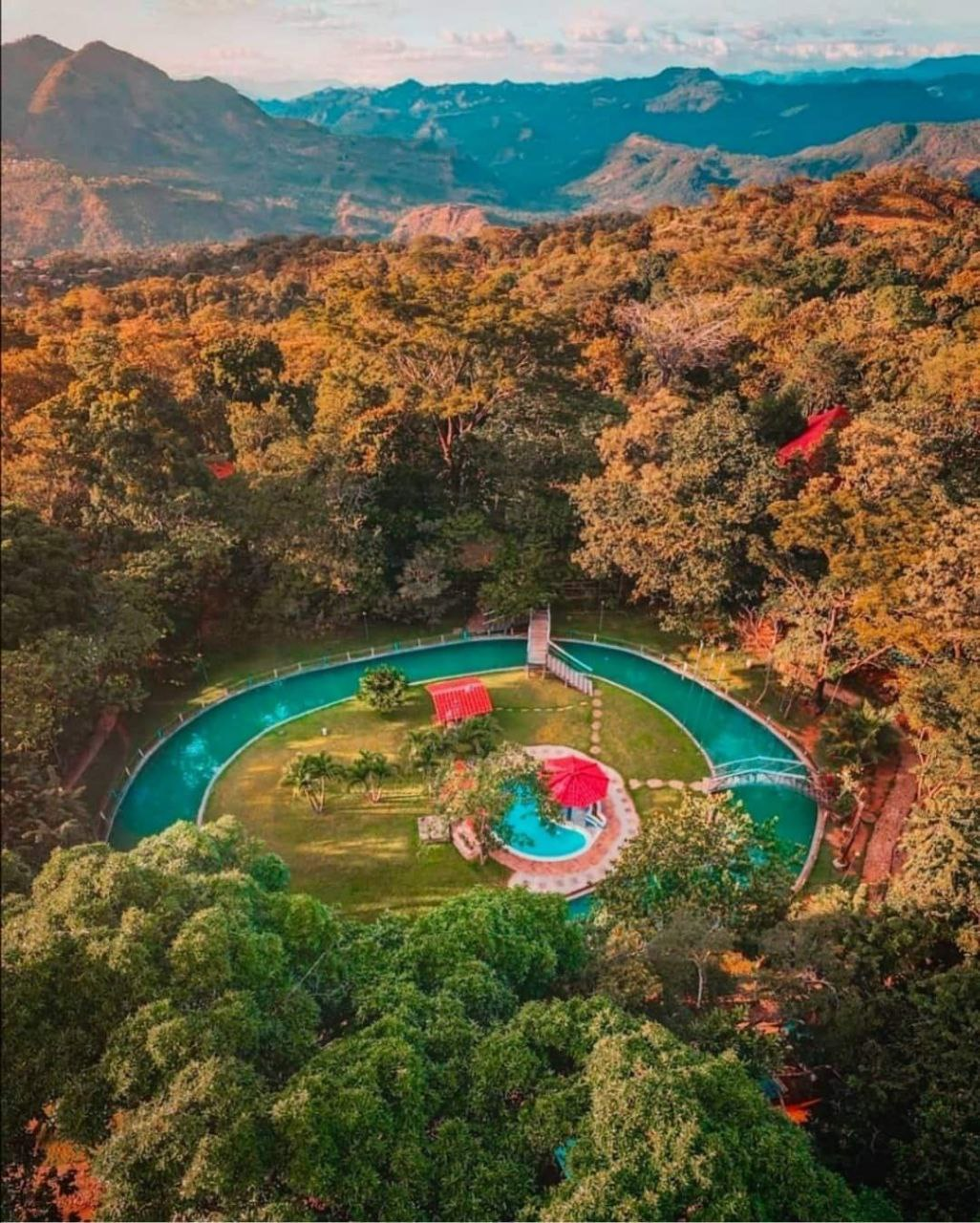
San Lucas del Valle

## Historia
En el departamento todavía se conservan rastros de la presencia de los paleoindios —primeros pobladores de El Salvador— en la Cueva del Espíritu Santo, un sitio arqueológico con pinturas rupestres en las cercanías del municipio de Corinto. En la época previa a la conquista española, Morazán estuvo habitado por indígenas lencas. 

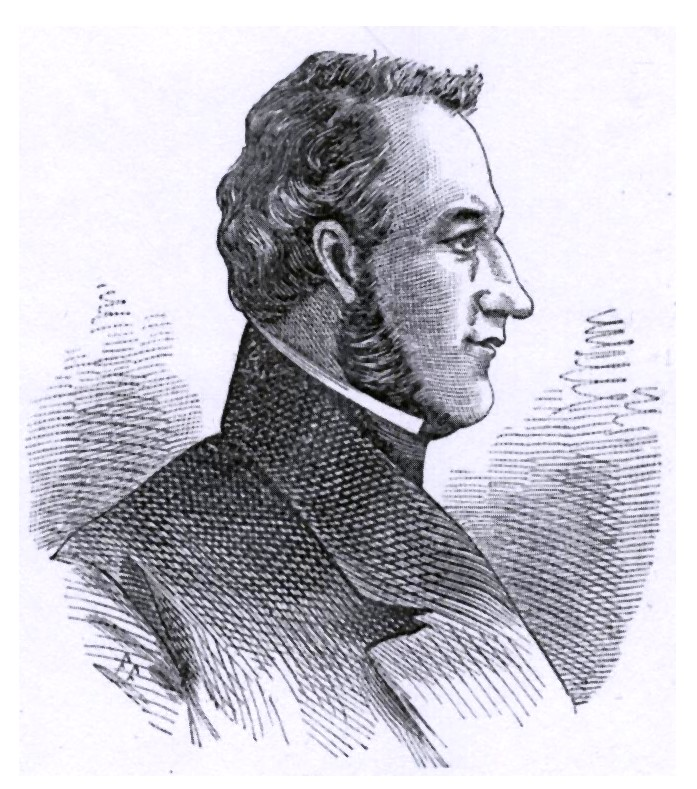
Don Francisco Morazán

En la época colonial, el territorio estuvo subdivido en los partidos de Gotera y Osicala. Fue creado con el nombre de departamento de Gotera el 14 de julio de 1875, por disposición del presidente Santiago González. Por decreto de la Asamblea Legislativa recibió su nombre actual el 14 de marzo de 1887, en homenaje al unionista centroamericano general Francisco Morazán.
Durante la guerra civil de El Salvador, Morazán fue una de las zonas más disputadas del territorio nacional. El Ejército Revolucionario del Pueblo, una de las organizaciones integrantes del FMLN, concentró una numerosa tropa insurgente en varios campamentos de la zona norte del departamento. Asimismo, cerca de Perquín estuvo instalada la base de operaciones de Radio Venceremos. En 1981, una unidad de la Fuerza Armada de El Salvador perpetró cerca de Arambala la Masacre de El Mozote, en la que murieron unos 1 000 campesinos. 

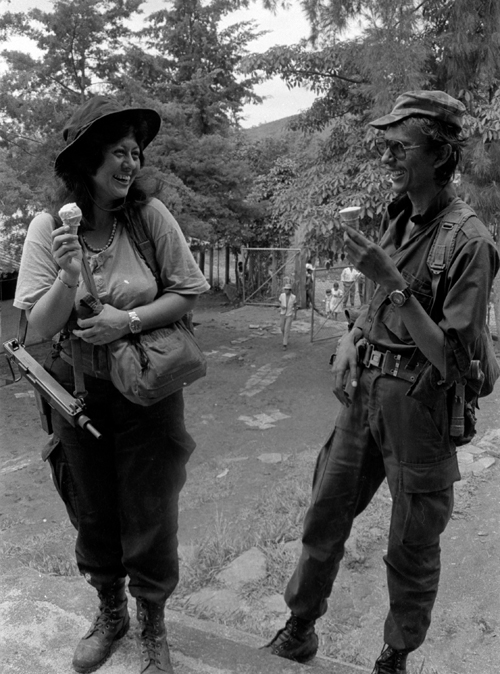
ERP FMLN Perquín 1990

Algunos personajes célebres nacidos en el departamento son el educador Joaquín Rodezno, y el expresidente de la República Fidel Sánchez Hernández.

## Geografía

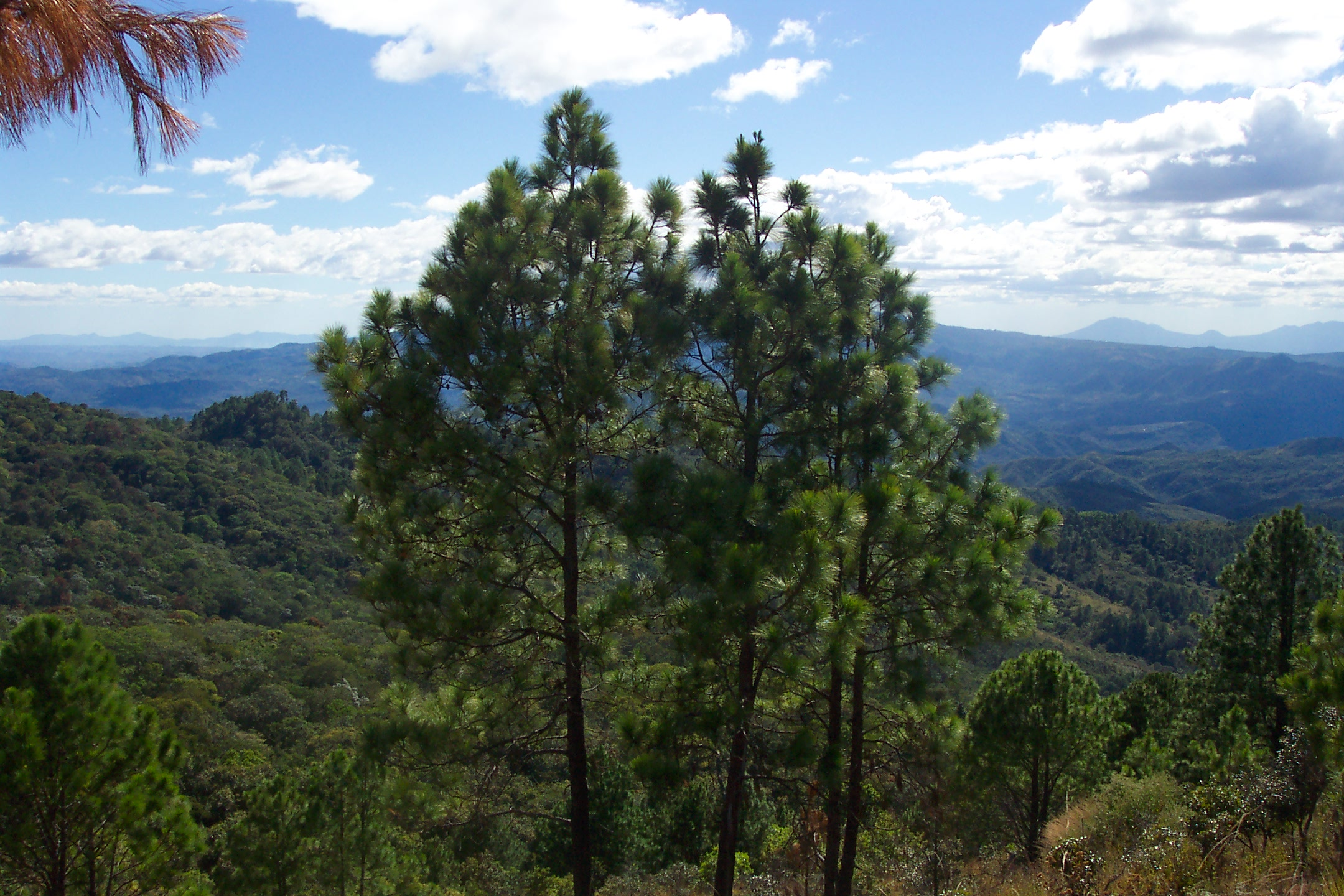
Vista panorámica desde Perquín.

El departamento se encuentra en la parte nororiental de El Salvador. Su territorio se encuentra a una altitud de entre 500 y 1000 metros sobre el nivel del mar y tiene una topografía relativamente accidentada. Entre las elevaciones más importantes se encuentran el Cerro El Pericón, cerca de la frontera con Honduras; y el Cerro Cacahuatique, siendo este el punto más alto de todo el territorio ubicado a 1.663 m s. n. m.
La precipitación media anual en Morazán varía de entre 2300 a 2600 milímetros. Algunos ríos del departamento son el Río Torola, Río Sapo, Río Talchiga, Río San Francisco, casi todos ellos pertenecen a la cuenca hidrográfica del Río Grande de San Miguel.

## División administrativa
El Departamento de Morazán está dividido en dos municipios que a la vez se dividen en veintiséis distritos (antes llamados municipios).
| Municipio     | Superficie (km²) | Distrito               | Superficie (km²) |
| ------------- | ---------------- | ---------------------- | ---------------- |
| Morazán Norte | 735.15           | Arambala               | 67.6             |
| Morazán Norte | 735.15           | Cacaopera              | 135.75           |
| Morazán Norte | 735.15           | Corinto                | 94.99            |
| Morazán Norte | 735.15           | El Rosario             | 19.12            |
| Morazán Norte | 735.15           | Joateca                | 66.11            |
| Morazán Norte | 735.15           | Jocoaitique            | 51.85            |
| Morazán Norte | 735.15           | Meanguera              | 47.25            |
| Morazán Norte | 735.15           | Perquín                | 109.01           |
| Morazán Norte | 735.15           | San Fernando           | 26.93            |
| Morazán Norte | 735.15           | San Isidro             | 11.5             |
| Morazán Norte | 735.15           | Torola                 | 58.26            |
| Morazán Sur   | 712.30           | Chilanga               | 34.33            |
| Morazán Sur   | 712.30           | Delicias de Concepción | 20.22            |
| Morazán Sur   | 712.30           | El Divisadero          | 61.36            |
| Morazán Sur   | 712.30           | Gualococti             | 18.62            |
| Morazán Sur   | 712.30           | Guatajiagua            | 70.77            |
| Morazán Sur   | 712.30           | Jocoro                 | 63.56            |
| Morazán Sur   | 712.30           | Lolotiquillo           | 22.62            |
| Morazán Sur   | 712.30           | Osicala                | 47.05            |
| Morazán Sur   | 712.30           | San Carlos             | 39.94            |
| Morazán Sur   | 712.30           | San Francisco Gotera   | 59.76            |
| Morazán Sur   | 712.30           | San Simón              | 39.14            |
| Morazán Sur   | 712.30           | Sensembra              | 22.02            |
| Morazán Sur   | 712.30           | Sociedad               | 118.32           |
| Morazán Sur   | 712.30           | Yamabal                | 84.08            |
| Morazán Sur   | 712.30           | Yoloaiquín             | 13               |

## Religión
| Religión en Morazán (2018) | Religión en Morazán (2018) | Religión en Morazán (2018) | Religión en Morazán (2018) | Religión en Morazán (2018) |
| -------------------------- | -------------------------- | -------------------------- | -------------------------- | -------------------------- |
| Religión                   | Religión                   |                            | Porcentaje                 | Porcentaje                 |
| Catolicismo                | Catolicismo                |                            | 50 %                       | 50 %                       |
| Protestantismo             | Protestantismo             |                            | 38 %                       | 38 %                       |
| Sin Religión               | Sin Religión               |                            | 10 %                       | 10 %                       |
| Otras religiones           | Otras religiones           |                            | 2 %                        | 2 %                        |

En Morazán hay 2 religiones que se practican mucho, siendo éstas el Catolicismo y el Protestantismo. El Catolicismo representa el 50% de la población y el Protestantismo representa el 38%, mientras que el 10% de la población no pertenece a ninguna religión y el 2% pertenece a otras religiones.

## Economía
Morazán es junto con Cabañas y Chalatenango, uno de los departamentos más pobres de El Salvador. Como otras regiones que fueron afectadas por el conflicto bélico de la década de 1980, existe un importante número de familias receptoras de remesas familiares enviadas por parientes que se exiliaron durante la guerra.
La economía de Morazán es predominantemente agrícola. En su territorio se cultiva caña de azúcar, café (en la zona de Joateca), henequén, aguacate, piñas y frutas cítricas. También es importante la crianza de ganado bovino y de aves de corral; así como la fabricación artesanal de sombreros de palma, objetos de tule y productos de henequén. En Guatajiagua existe la tradicional producción de ollas y comales de barro negro.

## Turismo
En los últimos años se ha desarrollado el turismo en varias zonas del departamento. En especial la llamada Ruta de Paz, en honor de la tranquilidad imperante en la zona después del conflicto armado que asoló esta región. El recorrido incluye los municipios de Meanguera, Jocoaitique, El Rosario, Arambala, Joateca, Perquín, San Fernando y Torola